# Mikadotrochus beyrichii
Mikadotrochus beyrichii is een slakkensoort uit de familie van de Pleurotomariidae. De wetenschappelijke naam van de soort is voor het eerst geldig gepubliceerd in 1877 door Hilgendorf.